# Selské povstání (1775)

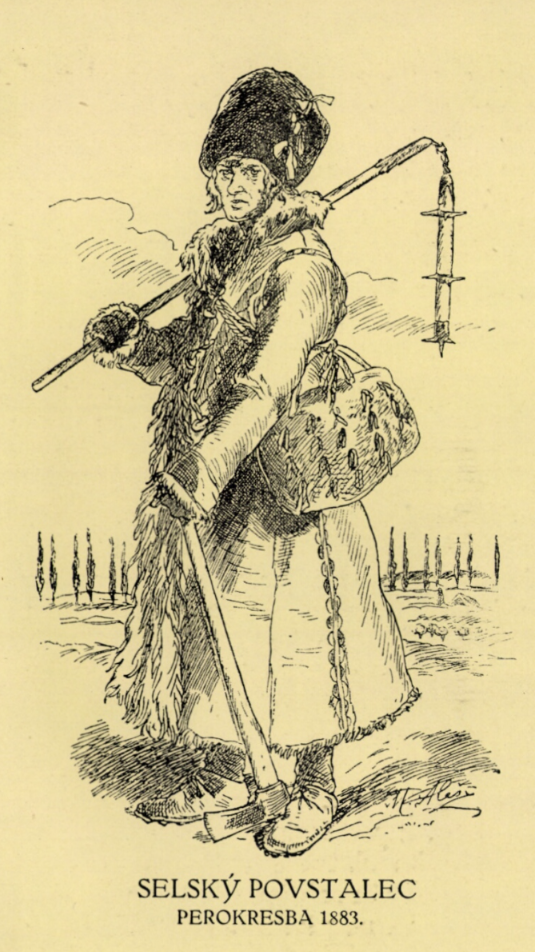
Mikoláš Aleš: Selský povstalec (kresba, 1883)

Selské povstání roku 1775 bylo bojem českých sedláků proti vrchnosti s cílem osvobodit se z ubíjející robotní a nevolnické povinnosti. Je spjato s činností tzv. „selského guberna“ vedeného rychtářem Antonínem Nývltem ze Rtyně v Podkrkonoší, které jednotilo vzbouřené poddané a dávalo jim společný cíl. Porážka povstání v bitvě u Chlumce ve dnech 25. až 26. března toho roku dala vzniknout českému příměru a úsloví „dopadnout jak sedláci u Chlumce“.

## Příčiny
Primární příčinu rebelie 1775 je nutno hledat především v trýznivé situaci českých poddaných na počátku 70. let 18. století. Stav naznačily ve svých zprávách již komise, které na příkaz Marie Terezie prováděly číslování domů. Vrchnost vyžadovala týdně od poddaných v zimě tři dny roboty a ve zbylých ročních obdobích šest a někdy i dokonce všech sedm dní, a to přesto, že Robotní patent (včetně úprav z let 1717 a 1738) stanovil robotní povinnosti na maximálně 3 dny v týdnu a nedělní i sváteční roboty zrušil. Situaci zhoršilo nepříznivé počasí a neúroda v letech 1769 a 1770, která s sebou přinesla nedostatek obilí a prudké zvýšení jeho ceny. Následně v českých zemích dochází k rozsáhému hladomoru, který vrcholí v letech 1771–1772. Demografové odhadují v této krizi úmrtí více než 250 tisíc obyvatel, tedy 10% až 15% úbytek obyvatelstva. Za této situace začíná po českém venkově kolovat fáma, že vrchnost tají existenci tzv. Zlatého patentu, ve kterém dal císař Josef II. nevolníkům svobodu. František Jan Vavák, významný kronikář té doby a rychtář Milčic, zapsal ve svých pamětech následující svědectví: „Tu někteří rychtářové a sousedi z Chlumecka do zámku vešedše, neb jich tam víc vojáci pustiti nechtěli, písemnost ode pána vrchního žádali, aby prý dle onoho v létu 1772 na svobodu daného patentu – kterýž však žádný nikdy daný nebyl – hned písemně jim dal, že od hodiny nechce víc roboty říditi, ani jaké jiné platy krom kontribuce na poddaných žádati“.

## Průběh

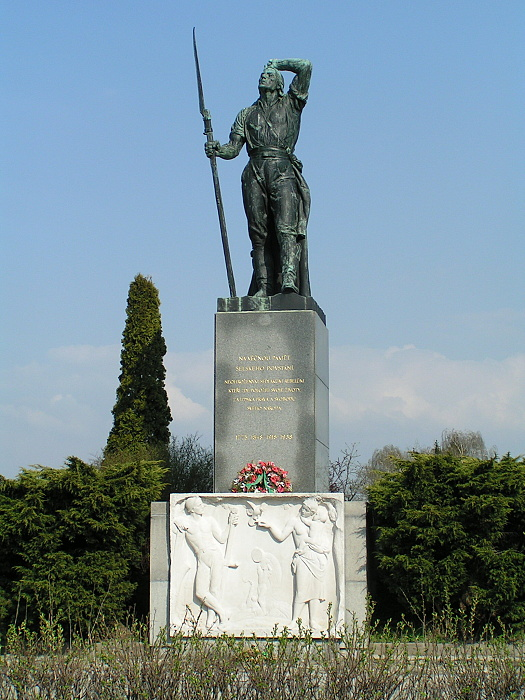
Jakub Obrovský: Pomník selských bouří v Chlumci nad Cidlinou

- Jakub Obrovský: Pomník selských bouří v Chlumci nad CidlinouLeden 1775 – na Teplicku dochází k prvním známkám vzpoury, odtud se v únoru šíří i na Broumovsko a Náchodsko a postupně do celého vnitrozemí. Ohniska povstání vznikají v horských a podhorských oblastech, ve kterých je situace po hladomoru nejsvízelnější.
- Únor 1775 – na Náchodsku působí selské „guberno“ pod vedením rychtáře Antonína Nývlta, svobodného rychtáře, hospodáře a zároveň hostinského ve Rtyni v Podkrkonoší, který se těší velké vážnosti a patří mezi přirozené autority obce. Stává se představitelem poddaných a bude je zastupovat při jednáních s vrchností. Na rozdíl od jiných rychtářů nepodněcoval poddané k násilí, ale umírňoval je. Selské guberno vydalo narovnání, které upravovalo robotu a vydávalo vzory rozpisů robot. Působilo na devíti panstvích a bylo považováno za hlavního podněcovatele selského povstání.
- 20. března 1775 – jsou přepadány zámky a vrchnostenské kanceláře, kde houfy vzbouřenců demolují zařízení a výbavu, vyjídají sklepy, pijí zásoby piva a vína. Sedláci z Chvalkovic si vynutí nátlakem na vrchnosti písemné potvrzení, že po nich nebude vyžadovat ani nejmenší robotu. Tím vzniklo první potvrzení svobody. Sousední sedláci postupovali podle jejich vzoru. Povstalci si vytvořili pravidlo, které přikazovalo každému muži v domě, který cestou minuli, vykonat s nimi návštěvu minimálně tří vrchnostenských kanceláří. Až poté se mohl dotyčný vrátit domů. Rychtář a kronikář František Vavák popisuje situaci takto: "pravili, aby jedni poddaní vždy na tři zámky štaci učinili a písemnosti vyzdvihli. Protož Dymokurští a Chlumečtí, dílem též Pardubští, Poděbrady, Cerhenice a Radim vybili a z Radyně domův odešli; ale mnozí již pití a braní žádostivi byli, ještě i dále šli.“
- 24. března 1775 – zástupci povstalců chtějí jednat se zástupci zemské vlády o robotních požadavcích. Před Prahou však narazí na vojsko, které iniciátory vzpoury zatklo. Téhož dne Marie Terezie vydává patent, kterým sedláky vybízí, aby se v pokoji rozešli domů, konali robotu a očekávali nové vyměřovací povinnosti.

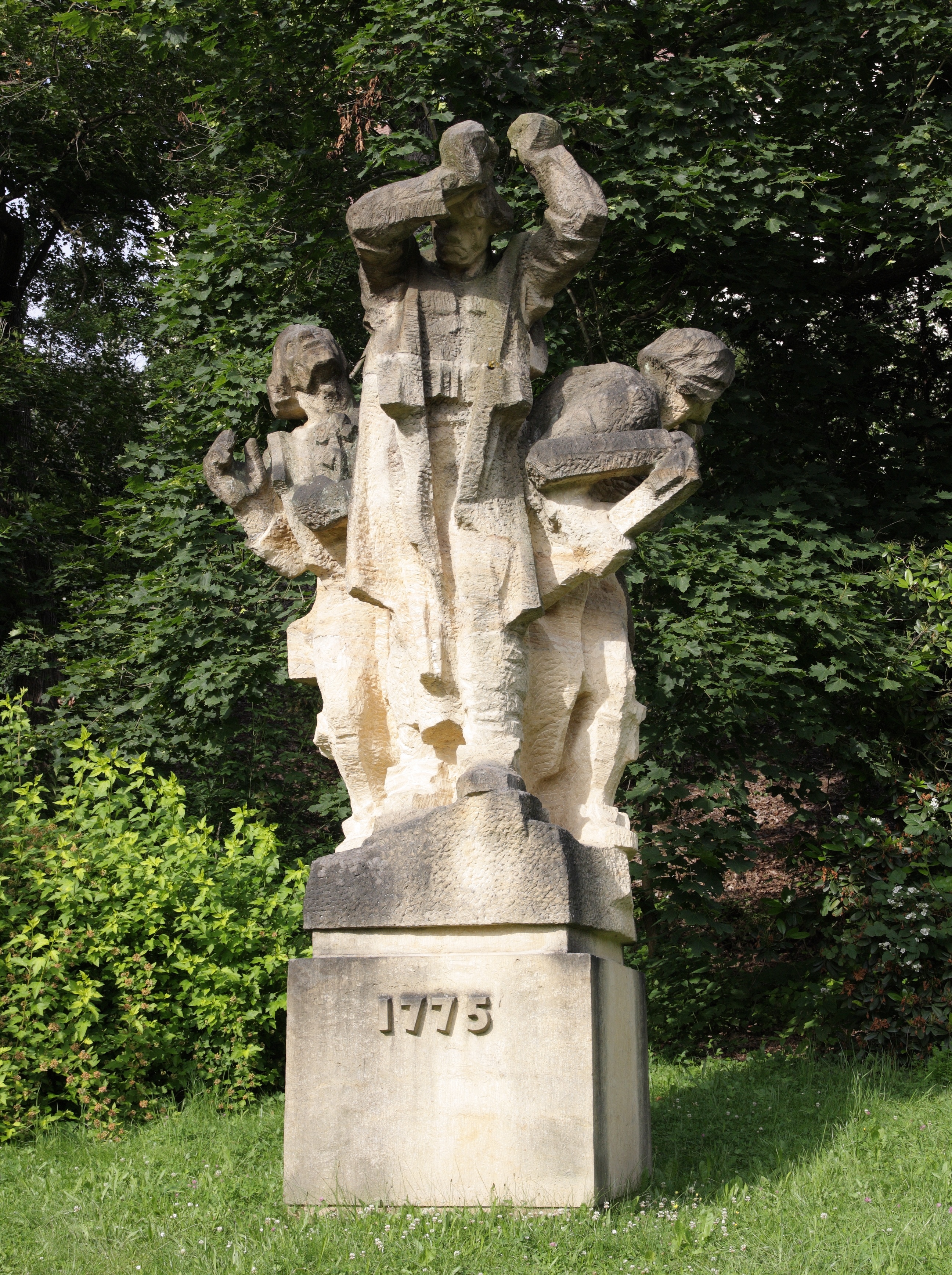
Pomník selských bouří v konopišťském zámeckém parku

- 25. března 1775 – Porážka povstalců před branami Prahy byla jen částečným vítězstvím, neboť se jednalo pouze o část povstalců, zbytek postupuje po městech a vynucuje si úřední listiny, které ruší robotu. 25. března dorazí do Chlumce nad Cidlinou. Ve městě se nachází jen 8 vojáků, avšak houf vzbouřenců čítá 600–1000 osob. Měšťané proto zatarasí ulice barikádami a připravují se na útok povstalců. Chlumečtí se útoku ubrání, neboť na poslední chvíli vstupují do města vojenské posily a odrazí útok vzbouřenců. Na bojišti jsou usmrceni dva sedláci, další byli zatlačeni do rybníka, kde se utopili, a 74 jich upadne do zajetí.
- 26. března 1775 – sedláci se pokoušejí o další útok, který však dopadne ještě hůře, než předchozího dne. Jakmile dojde ke střelbě a mezi sedláky se objeví první mrtví a ranění, začínají ustupovat a nakonec se dávají na útěk. Při tomto útoku bylo 5 mužů zabito, 3 utonuli a 211 bylo zajato. Na následky zranění zemřelo asi ještě dalších 16 mužů. V následujících dnech nastává zatýkání vzbouřenců.
- 28. března 1775 – na Náchodském zámku je bez sebemenšího odporu zajat vůdce selského guberna Antonín Nývlt s celou řadou svých spolubojovníků. Selské guberno zaniká.
- 29. března 1775 – zadržení vězni jsou převezeni do žaláře v Hradci Králové.
- 3. dubna 1775 – vězni jsou převezeni do Prahy. Antonín Nývlt stanul před soudem.

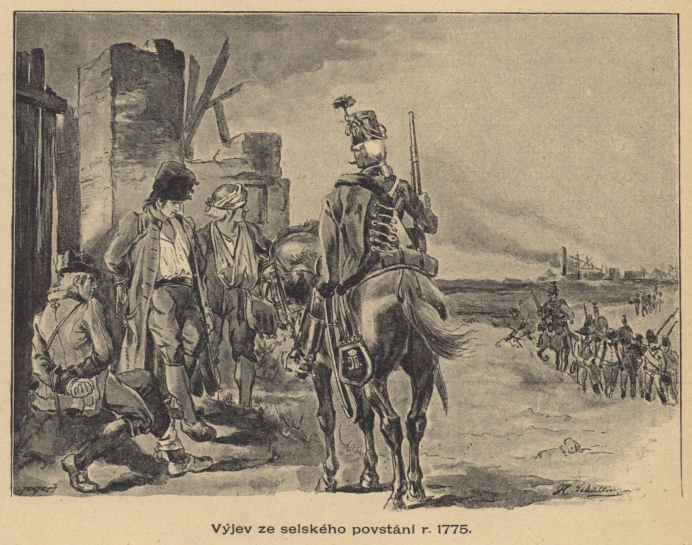
Hugo Schüllinger - Výjev ze selského povstání r. 1775 (Obrázkové dějiny národa českého, 1893)

- Hugo Schüllinger - Výjev ze selského povstání r. 1775 (Obrázkové dějiny národa českého, 1893)9. dubna 1775 – Marie Terezie vyhlašuje „generální pardon“ pro povstalce, kteří se vrátí domů a slíbí poslušnost. Generálním pardonem jsou zrušeny i rozsudky smrti nad povstalými sedláky a tresty jsou sníženy na vězení a tělesné tresty. Hlavnímu představiteli selského guberna Antonínu Nývltovi byla nakonec přikázána tři léta nucených prací. Spousta zadržených vyvázla s výpraskem karabáčem či s uvězněním v žaláři, avšak během dění došlo i k popravám. Byly vykonány na sedmi osobách jako exemplární tresty za činy proti církevnímu majetku a svatokrádeže.

## Pohřeb
Bezradný chlumecký děkan se ptal u konzistoře, jak se mají mrtví vzbouřenci pochovat. Odpověď zněla – kdo skonal bez přijetí svátosti, nechť je zakopán tam, kde byl nalezen. Kdo byl svátostí zaopatřen, měl být pohřben v blízkosti sochy či kříže, ale bez církevních obřadů. Pouze čtyři sedláci dostali před smrtí rozhřešení, ostatní dostali rozhřešení jen podmíněné, protože neprojevili známku lítosti. Tímto způsobem byli pochováváni všichni kacíři – nazýval se oslí pohřeb.

## Důsledky
Přestože bylo povstání poraženo, urychlilo historický vývoj na cestě ke zrušení nevolnictví v českých zemích. Po bitvě u Chlumce se situace zcela neuklidnila a až do léta docházelo k lokálním nepokojům. V důsledku všech těchto událostí došlo k úpravám robotních povinností a dne 13. srpna 1775 vydala Marie Terezie Čtvrtý robotní patent. O šest let později vydal Josef II. (1. listopadu 1781) tzv. Patent o zrušení nevolnictví. Robota sice zůstala zachována a na historické scéně se udržela až do roku 1848, ale nevolnictví bylo zrušeno a nahrazeno mírnější formou – poddanstvím.

## Inspirace v umění
Selské povstání 1775 inspirovalo vznik uměleckých děl, např.:
- Alois Jirásek: Skaláci
- Václav Kaplický: Smršť

Tematicky navazuje i film z roku 1937 Jan Výrava, který se ale odehrává na pozadí rebelie v roce 1781.
- Selská vzpoura 1775: pískovcové sousoší skupinky nevolníků z potlačeného povstání v parku u zámku Konopiště.